# Bisdom Charleston
Het bisdom Charleston (Latijn: Dioecesis Carolopolitana) is een rooms-katholiek bisdom met als zetel Charleston, in de Amerikaanse staat South Carolina. Het bisdom is suffragaan aan het aartsbisdom Atlanta. 

## Geschiedenis
Het bisdom werd opgericht op 11 juli 1820, uit delen van het aartsbisdom Baltimore, en was ook suffragaan aan het aartsbisdom Baltimore. Op 10 februari 1962 veranderde het van kerkprovincie en werd suffragaan aan het aartsbisdom Atlanta. 
Het verloor gebied bij de oprichting van het bisdom Savannah (1850) en het apostolisch vicariaat North Carolina (1868). 

## Parochies
Het bisdom had in 2023 een oppervlakte van 80.779 km2 en telde 5.282.634 inwoners waarvan 3,9% rooms-katholiek was.

## Bisschoppen
- John England (11 augustus 1820 - 11 april 1842)
  - William Clancy (coadjutor: 30 oktober 1834 - 12 april 1837)
- Ignatius Aloysius Reynolds (28 november 1843 - 6 maart 1855)
- John McCaffrey (9 januari 1857 - mei 1857)
- Patrick Neeson Lynch (11 december 1857 - 26 februari 1882)
- Henry Pinckney Northrop (27 januari 1883 - 7 juni 1916)
- William Thomas B. Russell (7 december  1916 - 18 maart 1927)
- Emmet Michael Walsh (20 juni 1927 - 8 september 1949)
- John Joyce Russell (28 januari 1950 - 3 juli 1958)
- Paul John Hallinan (9 september 1958 - 19 februari 1962)
- Francis Frederick Reh (4 juni 1962 - 5 september 1964)
- Ernest Leo Unterkoefler (12 december 1964 - 22 februari 1990)
- David Bernard Thompson (22 februari 1990 - 12 juli 1999; coadjutor sinds 22 april 1989)
- Robert Joseph Baker (12 juli 1999 - 14 augustus 2007)
- Robert Eric Guglielmone (24 januari 2009 - 22 februari 2022)
- Jacques Eric Fabre-Jeune (22 februari 2022 - heden)

## Galerij van afbeeldingen

Wapen van het bisdom
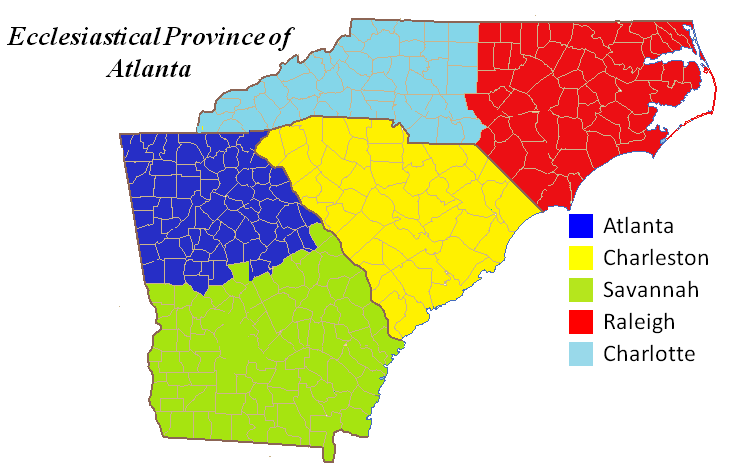
Kerkprovincie met aartsbisdom en suffragane bisdommen

Atlanta (aartsbisdom) · Charleston · Charlotte · Raleigh · Savannah